# Escopo de software
Escopo de Software é o termo que define a abrangência das funcionalidades de uma aplicação, delineando o que ele deverá ou não atender (e de que forma deverá atender) no que tange software. Normalmente, a definição do escopo é uma das primeiras atividades da gestão de um projeto de software. A gestão do escopo, durante um projetos de software, deve se fixar sobre a questão das funcionalidades desenvolvidas para o aplicativo, ou seja, o escopo funcional a ser desenvolvido.
Atualmente, definir com precisão o escopo de um projeto de software é, com certeza, o mais crucial fator de sucesso. Quanto mais avança a tecnologia e mais complexos e inter-relacionados tornam-se os sistemas de informação, mais esse quesito transforma-se em fator essencial para o sucesso, e mais impacto sua deficiência provoca na execução dos projetos de software.
Uma boa definição de escopo de software deve conseguir responder à questões como:
Contexto - Como o software a ser construído se encaixa no contexto de um sistema maior, do produto ou do negócio? De que maneira ele colabora para o desempenho ou a lucratividade do negócio? Que restrições sua implementação pode oferecer à flexibilidade que é necessária para adequar-se às situações de mercado? 
Objetivos da informação - Que dados serão necessários para seu perfeito funcionamento? Como devem ser obtidos e organizados? Quem será responsável por mantê-los atualizados? 
Funções e desempenho - Que funções o software deve desempenhar para transformar dados em vantagem competitiva para a empresa? Existem características especiais de desempenho do sistema que possam ser críticas para o negócio da empresa?
O Escopo do projeto de software não deve ser ambíguo e deve ser inteligível para os níveis gerencias e técnicos. Deve ser definido a partir dos requisitos coletados dos usuários e gestores da área de negócios da empresa e precisam ser detalhados o suficiente para orientar o desenvolvimento do sistema de forma consistente e completa. Uma declaração de escopo de software deve ser delimitada, ou seja, conter dados quantitativos declarados explicitamente, restrições e/ou limitações e fatores facilitadores , bem como o registro dos responsáveis pelas informações levantadas.